# Vikartovce
Vikartovce este o comună slovacă, aflată în districtul Poprad din regiunea Prešov. Localitatea se află la altitudinea de 780 m deasupra n.m., se întinde pe o suprafață de 50,27 km2 și în 2017 număra 1.882 de locuitori. Se învecinează cu comuna Kravany.

## Istoric
Localitatea Vikartovce este atestată documentar din 1398.

## Demografie
| An:                | 1994 | 2004   | 2014   | 2024   |
| ------------------ | ---- | ------ | ------ | ------ |
| Număr de persoane: | 1637 | 1785   | 1868   | 1825   |
| Diferență:         |      | +9,04% | +4,64% | −2,30% |

| An:                | 2023 | 2024   |
| ------------------ | ---- | ------ |
| Număr de persoane: | 1848 | 1825   |
| Diferență:         |      | −1,24% |